# Condado de Park (Wyoming)
El condado de Park (en inglés: Park County) fundado en 1909 es un condado en el estado estadounidense de Wyoming. En el 2015 el condado tenía una población de 29.228 habitantes en una densidad poblacional de 1,62 personas por km². La sede del condado es Cody.

## Geografía
Según la Oficina del Censo, el condado tiene un área total de 18 050 km² (6969,1 mi²), de la cual 17 980 km² (6942,1 mi²) es tierra y 67 km² (25,9 mi²) (0.37%) es agua.

### Condados adyacentes
- Condado de Park (Montana) - norte
- Condado de Carbon - noreste
- Condado de Big Horn - este
- Condado de Washakie - este-sureste
- Condado de Hot Springs - sureste
- Condado de Fremont - sur
- Condado de Teton - suroeste
- Condado de Gallatin - noroeste

### Carreteras
- U.S. Highway 14A
- U.S. Highway 14A
- U.S. Highway 16
- U.S. Highway 20
- U.S. Highway 191
- U.S. Highway 212
- U.S. Highway 287
- Wyoming Highway 120
- Wyoming Highway 296

## Demografía
En el 2000 la renta per cápita promedia del condado era de $$35,829, y el ingreso promedio para una familia era de $41,406. En 2000 los hombres tenían un ingreso per cápita de $33,452 versus $20,500 para las mujeres. El ingreso per cápita para el condado era de $18,020. Alrededor del 12.70% de la población estaba bajo el umbral de pobreza nacional.

## Comunidades

### Ciudades
- Cody
- Powell

### Pueblos
- Frannie
- Meeteetse

### Lugares designados por el censo
- Garland
- Ralston
- Mammoth

### Otras localidades
- Wapiti
- Yanceys